# Basilica di Santa Chiara (Napoli)
La basilica di Santa Chiara, o il monastero di Santa Chiara, è un edificio di culto monumentale di Napoli, tra i più importanti e grandi complessi monastici della città e monumento nazionale italiano.
La basilica ha il suo ingresso su via Benedetto Croce (decumano inferiore), sorgendo sul lato nord-orientale di piazza del Gesù Nuovo, di fronte alla chiesa omonima ed adiacente a quella delle clarisse, un tempo quest'ultima facente parte del complesso monastico di Santa Chiara.
Si tratta della più grande basilica gotico-angioina della città, caratterizzata da un monastero che comprende quattro chiostri monumentali, gli scavi archeologici nell'area circostante e diverse altre sale nelle quali è ospitato l'omonimo Museo dell'Opera, che a sua volta comprende nella visita anche il coro delle monache, con resti di affreschi di Giotto, un grande refettorio, la sacrestia ed altri ambienti basilicali.

## Storia

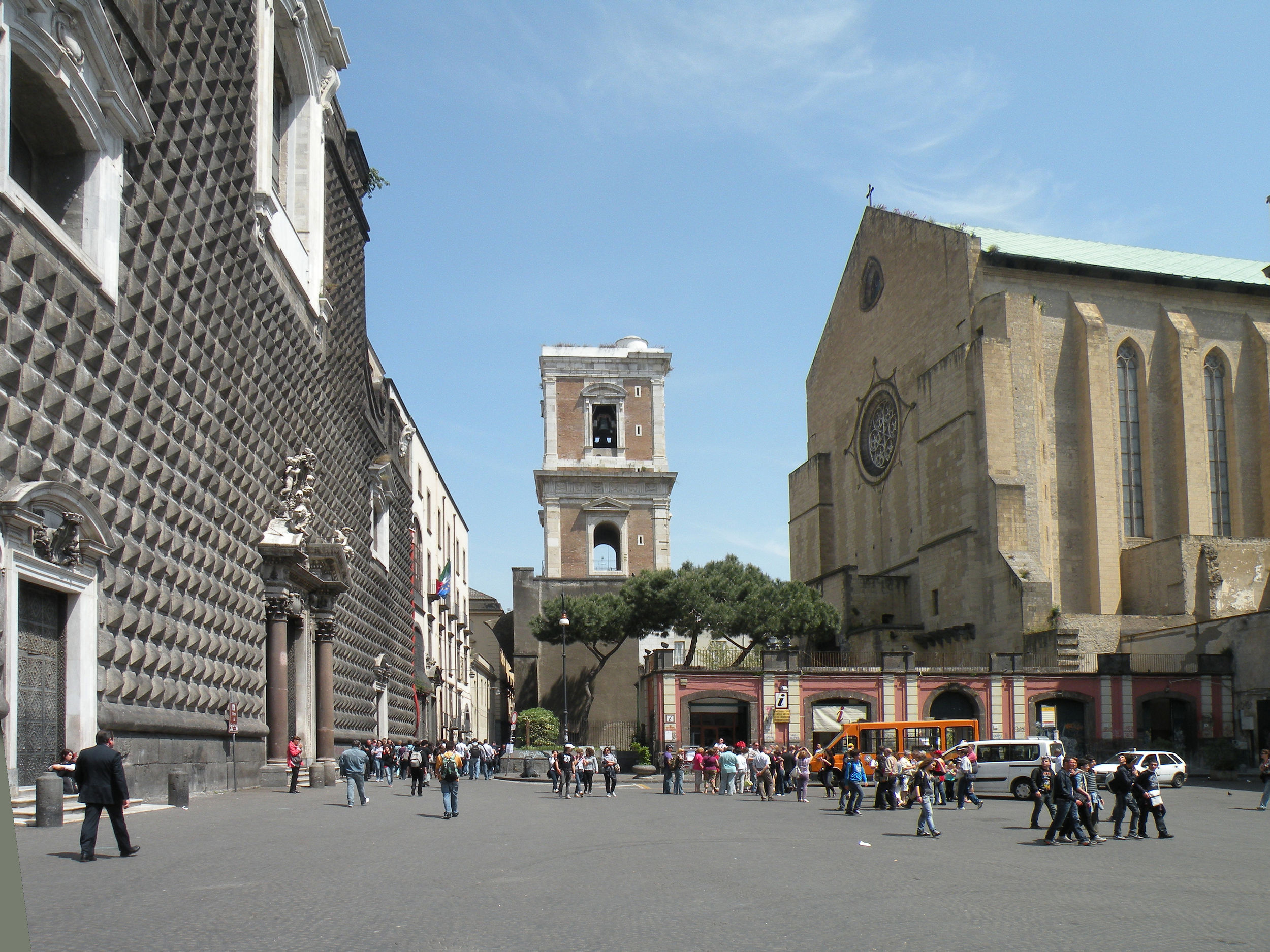
Vista della chiesa e del campanile da piazza del Gesù Nuovo

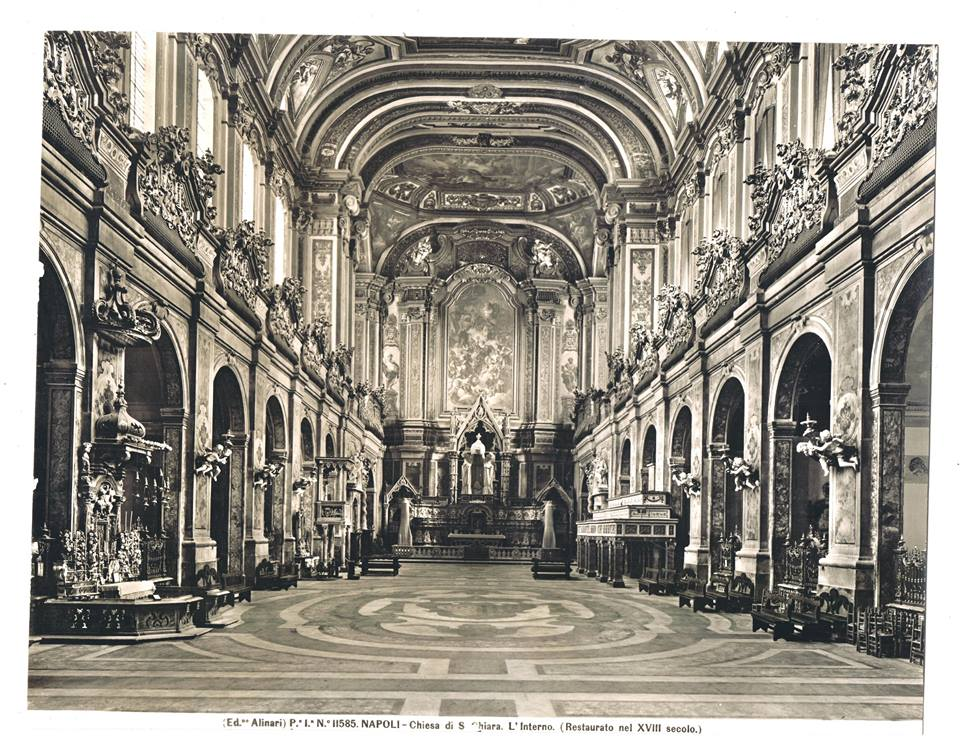
Interno barocco, prima del bombardamento del 1943

Voluta da Roberto d'Angiò e sua moglie Sancia di Maiorca, quest'ultima devota alla vita di clausura seppur impossibilitata a rispondere a tale vocazione, fu chiamato all'edificazione della chiesa l'architetto Gagliardo Primario che avviò i lavori nel 1310 per poi terminarli nel 1328, aprendo al culto definitivamente nel 1330 seppur la consacrazione a Santa Chiara avverrà solo nel 1341. La chiesa, costruita in forme gotiche provenzali, assurse ben presto a una delle più importanti di Napoli al cui interno lavorarono alcuni dei più importanti artisti dell'epoca, come Tino di Camaino e Giotto, con quest'ultimo che esegue nel coro delle monache affreschi su Episodi dell'Apocalisse e Storie del Vecchio Testamento. Assieme alla basilica fu edificato adiacente ad essa anche un luogo di clausura per i frati minori, divenuto in seguito la chiesa delle Clarisse.
Nella basilica di Santa Chiara, il 14 agosto 1571, vennero solennemente consegnati a don Giovanni d'Austria il vessillo pontificio di Papa Pio V ed il bastone del comando della coalizione cristiana prima della partenza della flotta della Lega Santa per la battaglia di Lepanto contro i Turchi Ottomani.

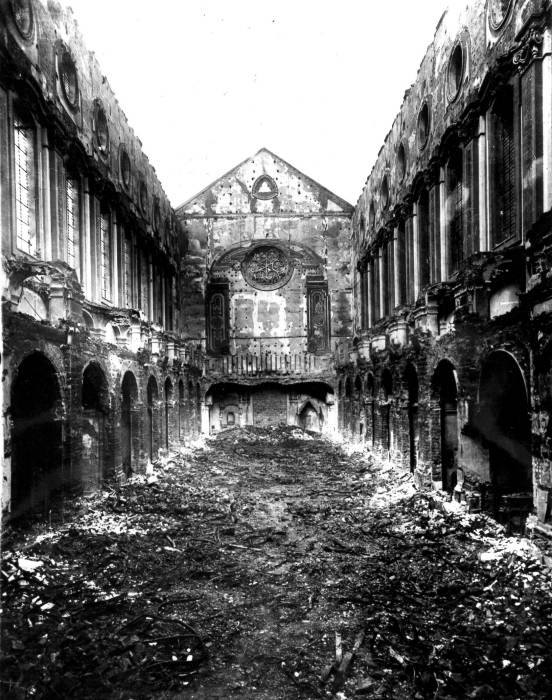
L'interno verso la controfacciata dopo il bombardamento del 4 agosto 1943

Nel 1590 fu a lungo custode del regio monastero Antonino da Patti, autore di varie grazie e miracoli sui malati che lo porteranno a diventare venerabile.
Tra il 1742 e il 1796 venne ampiamente ristrutturata in forme barocche da Domenico Antonio Vaccaro e Gaetano Buonocore. Gli interni furono abbelliti con opere di Francesco de Mura, Sebastiano Conca e Giuseppe Bonito; a Ferdinando Fuga si deve invece l'esecuzione del pavimento marmoreo, avvenuta nel 1762.
Durante la seconda guerra mondiale un bombardamento degli alleati del 4 agosto 1943 provocò un incendio durato quasi due giorni che distrusse in parte alcuni interni della chiesa e causò la perdita di tutti gli affreschi eseguiti nel XVIII secolo e gran parte di quelli giotteschi eseguiti durante l'edificazione dell'edificio, di cui si sono salvati solo pochi frammenti. Nell'ottobre 1944 Padre Gaudenzio Dell'Aja fu nominato "rappresentante dell'ordine dei Frati Minori per i lavori di ricostruzione della basilica". In seguito, i discussi lavori di restauro si concentrarono sull'architettura medievale rimasta intatta dai bombardamenti, riportando la basilica all'aspetto originario trecentesco e omettendo in questo modo il ripristino delle aggiunte settecentesche.
I lavori terminarono definitivamente nel 1953 e la chiesa fu riaperta al pubblico. Le opere scultoree sopravvissute, dopo la ricostruzione, furono spostate nelle sale del monastero, oggi Museo dell'Opera, mentre i sepolcri monumentali, per lo più reali, che invece caratterizzavano la basilica sono rimasti in loco, seppur alcuni di essi fortemente danneggiati.

## Monastero
Il monastero di Santa Chiara, tra i più grandi della città, si sviluppa alle spalle della basilica. Esso ospita al suo interno il Museo dell'Opera omonimo, una vasta area archeologica di epoca romana ed è inoltre caratterizzato da quattro chiostri monumentali, una biblioteca, diverse sale conventuali (tra cui un refettorio, la sala di Maria Cristina, la sala capitolare e le cucine) e la chiesa delle Clarisse (ex refettorio dei Frati Minori).
| ██ Campanile ██ Chiesa ██ Coro delle monache ██ Sacrestia ██ Chiostro maiolicato ██ Sala di Maria Cristina ██ Sala capitolare ██ Chiostro di San Francesco ██ Sala delle cucine ██ Grande refettorio ██ Museo dell'Opera ██ Scavi archeologici ██ Biblioteca ██ Chiesa delle Clarisse ██ Chiostro dei Frati Minori ██ Chiostro di Servizio | Pianta del monastero |

In origine il monastero comprendeva quattro chiostri: quello delle Clarisse (o maiolicato), quello di San Francesco, quello dei Frati Minori e quello di Servizio. Gli ultimi due divennero poi parte dello spazio destinato alla chiesa delle Clarisse, adiacente al complesso di Santa Chiara, a seguito del trasferimento nella struttura delle monache a scapito dei frati minori.
Il primo e più importante chiostro nonché vero e proprio elemento distintivo della basilica, accessibile dal cortile che si sviluppa sul fianco sinistro della basilica, è quello maiolicato delle Clarisse, progettato da Domenico Antonio Vaccaro e decorato con maioliche settecentesche di Giuseppe e Donato Massa e da affreschi seicenteschi su Santi, Allegorie e Scene dell'Antico Testamento. Il chiostro scampò ai bombardamenti bellici e risulta essere quindi una delle poche testimonianze barocche della basilica.

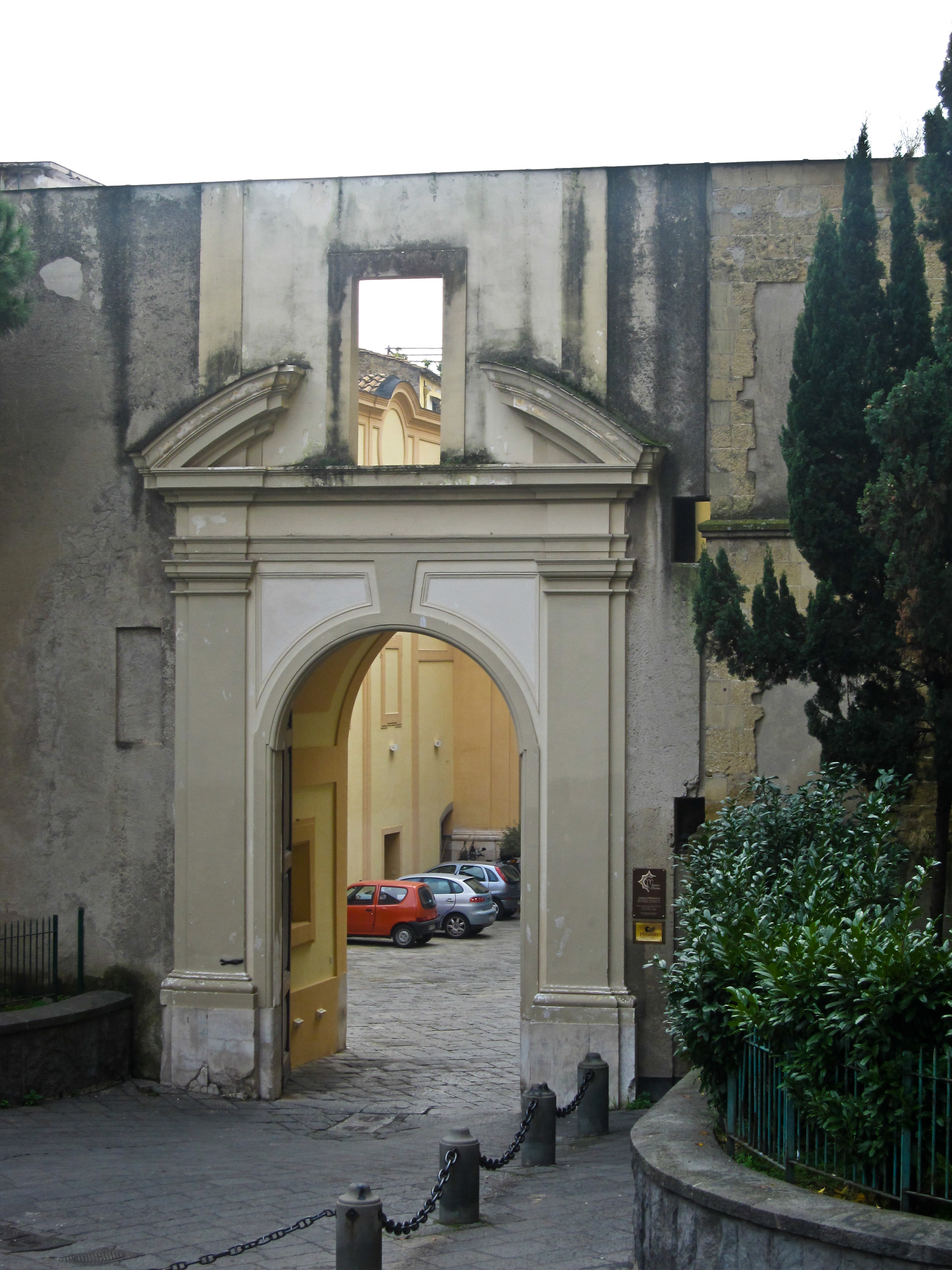
Ingresso al monastero

Dal chiostro maiolicato è possibile raggiungere altri ambienti del monastero, nonché il chiostro di San Francesco, quest'ultimo più piccolo rispetto a quello maiolicato e che ha quasi del tutto perso l'originario aspetto trecentesco per via delle alterazioni strutturali a cui più volte è stato sottoposto, fino a diventare un forno. La sua destinazione d'uso originale fu ripristinata solo con i lavori di restauro post seconda guerra mondiale, quando il sito fu gravemente danneggiato a seguito di un bombardamento alleato, a cui scamparono solo i pilastri trecenteschi delle arcate.
La biblioteca si sviluppa sul lato nord e conta circa 50.000 volumi, con una importante sezione relativa alla storia e cultura francescana, e circa 40 codici del Cinquecento e Seicento.
Sul lato est si aprono una sala ospitante un presepe del Settecento, appena entrati al chiostro maiolicato, e la sala di Maria Cristina, con alcuni resti di affreschi giotteschi sulla Crocifissione; l'ambiente è così chiamato in onore di una esposizione fatta nel 1936 che proponeva i cimeli della regina Maria Cristina di Savoia, che nella stessa basilica si fece seppellire.
Dal lato sud del chiostro maiolicato si giunge invece alla sala capitolare (ex refettorio delle monache), anch'essa caratterizzata da un affresco trecentesco sulla Crocifissione, poi al grande refettorio, un tempo usato dalle monache coriste, datato intorno al Settecento nell'architettura, nella mobilia, negli affreschi di ignoti autori sulle pareti laterali ed in quelle frontali, mentre nella volta il San Pasquale Baylon e Santa Chiara che adorano il Sacramento, anch'esso di ignoto, è dei primi anni del Novecento, e poi alle sale delle antiche cucine, così chiamate in quanto la presenza di due canne fumarie fece pensare, erroneamente, che quegli ambienti potessero essere destinati alle cucine del monastero.
La chiesa delle Clarisse, infine, il cui ingresso autonomo su piazza del Gesù Nuovo è avvenuto solo dopo i restauri che hanno interessato il monastero nel secondo dopoguerra, un tempo faceva parte del monastero di Santa Chiara giacché destinata all'ordine dei frati minori, per poi passare alle clarisse ed essere dedicata ancora successivamente (nel 2007) a Gesù Redentore e San Ludovico d'Angiò, diventando quindi corpo esterno al complesso monastico. La chiesa include al suo interno, in successione, un vestibolo, una cappella, ex sala capitolare del monastero, e il coro, un tempo refettorio dei frati minori; quest'ultimo ambiente è decorato da un affresco di grandi dimensioni di Lello da Orvieto datato 1340 circa raffigurante Gesù Redentore tra santi e donatori. Fanno inoltre parte della chiesa altri due chiostri che, fino al trasferimento delle monache in sede, a scapito dei frati, erano parte del monastero di Santa Chiara: il chiostro dei Minori e quello di Servizio. Il primo è importante per la varietà dei capitelli delle colonne, sormontati da archi a sesto acuto o ottagonali, alcuni corinzi, altri più semplici e vicinissimi alle forme romaniche (un'impronta rarissima in città); insiste sul fianco destro della basilica e funge da punto di unione tra il convento di Santa Chiara e la chiesa delle Clarisse. Il secondo invece è posto dietro l'ex refettorio ed è l'unico dei quattro chiostri che ha conservato la struttura gotica originaria del Trecento.

## Descrizione

### Esterno

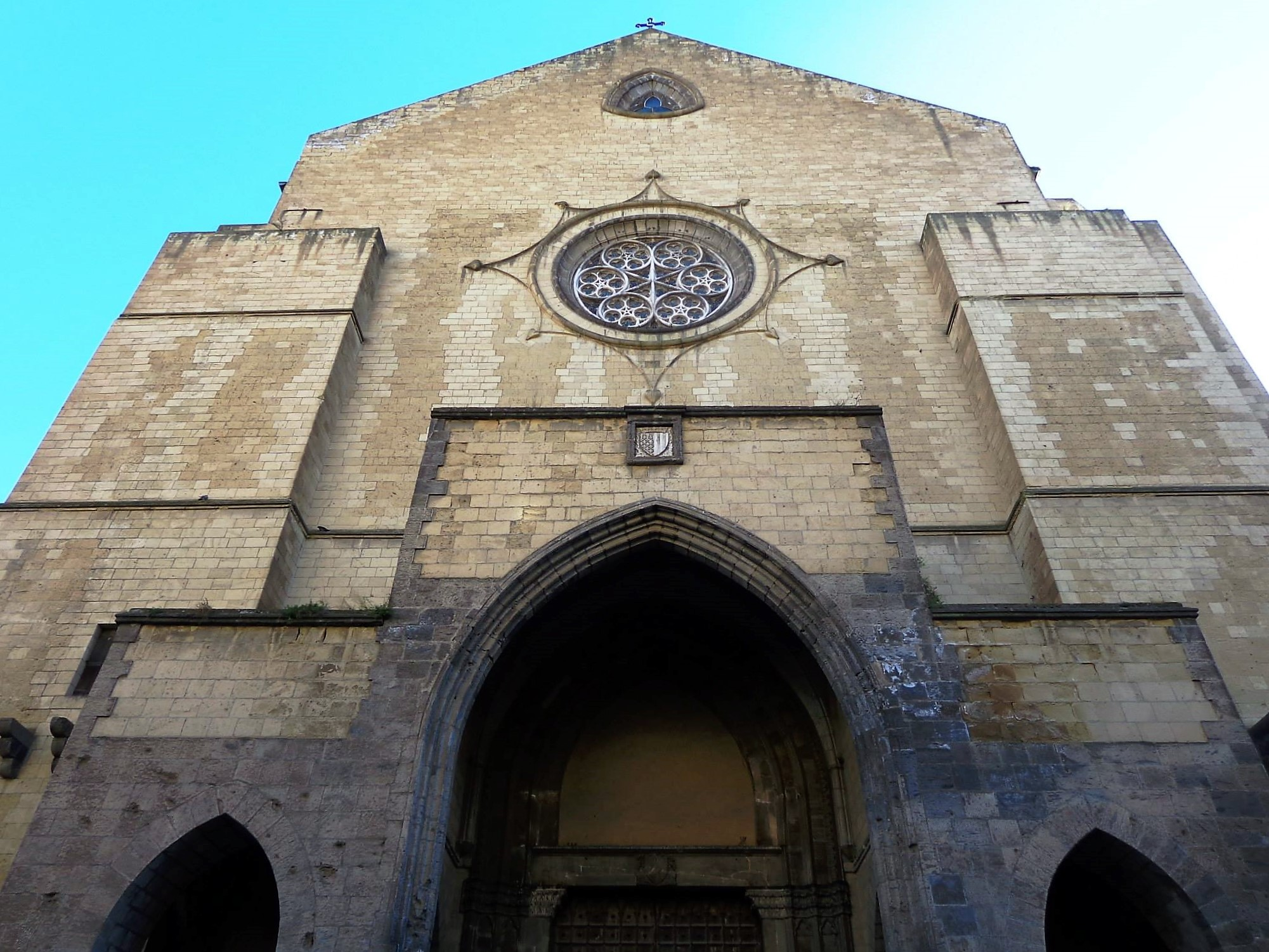
Facciata

#### Facciata
La basilica di Santa Chiara sorge con l'ingresso costituito da un grande portale gotico del XIV secolo, spostato nel 1973 di cinque metri più indietro rispetto al filo stradale. Questo presenta un arco ribassato e una lunetta priva di decorazioni, sormontata da un'unghia aggettante di lastre di piperno. Il sagrato antistante alla chiesa è recintato invece da un alto muro.
La facciata presenta una struttura a capanna ed è preceduta da un pronao a tre arcate ogivali, di cui quella centrale inquadra la porta d'ingresso in marmi rossi e gialli con lo stemma di Sancha. In alto, al centro, si apre il rosone, in gran parte reintegrato durante la ricostruzione post bellica.

#### Campanile
Alla sinistra della chiesa si eleva la torre campanaria trecentesca, i cui lavori furono avviati nel 1338 ma tuttavia immediatamente arrestati, portando di fatto l'opera ad essere ad un terzo del suo completamento; i motivi del blocco furono che a seguito della morte di Roberto d'Angiò, avvenuta nel 1343, i finanziamenti per i lavori cessarono quasi totalmente. Continuando i lavori agli inizi del Quattrocento, dopo il terremoto del 1456 il campanile crollò quasi del tutto, rimanendo in piedi solo il basamento in marmo; fu in seguito rialzato in stile barocco, finché non fu completato solo intorno al 1604.
Il campanile è a pianta quadrata e si articola su tre ordini separati da cornicioni marmorei, seppur probabilmente il progetto doveva prevedere l'esecuzione di almeno cinque piani. Mentre l'ordine inferiore ha un paramento in blocchi di pietra, i due superiori sono in mattoncini con lesene marmoree, tuscaniche in quello inferiore e ioniche in quello superiore. Tra il secondo ed il terzo livello corre una trabeazione con fregi decorati con triglifi e metope con simboli liturgici francescani. La sola parte della torre originale del Trecento è quella inferiore, mentre i quadranti superiori appartengono ai restauri successivi, fino agli ultimi del 1604 dell'ingegnere Costantino Avellone.
Non si sa con certezza quale avrebbe dovuto essere la reale altezza della torre, o se questa ebbe mai raggiunto cinque livelli o da sempre solo tre, di certo si sa che alcune informazioni storiche lasciate da Bernardo De Dominici parlano di incompletezza dell'opera mentre altre ipotesi invece, supportate da caratteristiche fisiche del tetto e della facciata orientale del campanile, propendono per una perdita dei due livelli più alti a seguito di rivolte popolari della seconda metà del XVII secolo, in quanto era uso dell'esercito spagnolo posizionarsi sulla torre con l'artiglieria pesante, piuttosto dei ribelli di occupare quella postazione, magari successivamente abbattuta dai militari. Tra il basamento ed il primo livello ci sono quattro inscrizioni angioine che ruotano su tutte le facciate del campanile e che, in grandi lettere gotiche, narrano la storia della fondazione della basilica dal 1310 al 1340, sebbene gli avvenimenti siano ordinati in senso cronologico errato, forse perché riposizionati male durante i lavori di ricostruzione quattro-cinquecenteschi.
L'interno è infine caratterizzato da una scala a chiocciola che conduce al tetto; nel settembre 2014 si sono avviati lavori di restauro per rendere fruibile al pubblico tutti e tre i livelli della torre.

### Interno

#### Pianta
| 1. Baldacchino del monumento funebre ad Antonio Penna e affresco della Trinità 2. I cappella sx 3. Cappella dei Miracoli Antoniani 4. Cappella del Sacro Cuore di Gesù 5. Cappella di San Giuseppe 6. Cappella del Presepe 7. VI cappella sx (ingresso laterale della basilica) 8. Cappella di San Francesco d'Assisi 9. Cappella di Santa Maria degli Angeli 10. Cappella di Santa Maria Francesca 11. Cappella dei Martiri Francescani 12. Monumento funebre a Maria di Durazzo 13. Monumento funebre a Roberto d'Angiò 14. Altare maggiore e crocifisso ligneo 15. Monumento funebre a Carlo d'Angiò, duca di Calabria 16. Monumento funebre a Maria di Valois 17. Coro delle monache 18. Sala con affreschi cinquecenteschi 19. Vestibolo 20. Sacrestia 21. Cappella dei Borbone 22. Cappella del Beato Modestino 23. Cappella della Natività 24. Cappella del Santissimo Sacramento 25. Cappella di Santa Chiara d'Assisi 26. Cappella di Sant'Antonio da Padova 27. Cappella di San Pietro d'Alcantara 28. Cappella di San Benedetto Abate 29. Cappella di Sant'Agnello Abate 30. Cappella con Lapidi ai Caduti della Grande Guerra 31. Monumento funebre ad Agnese e Clemenza di Durazzo 32. Pavimento marmoreo di Ferdinando Fuga | Pianta della chiesa |

#### Aula e presbiterio

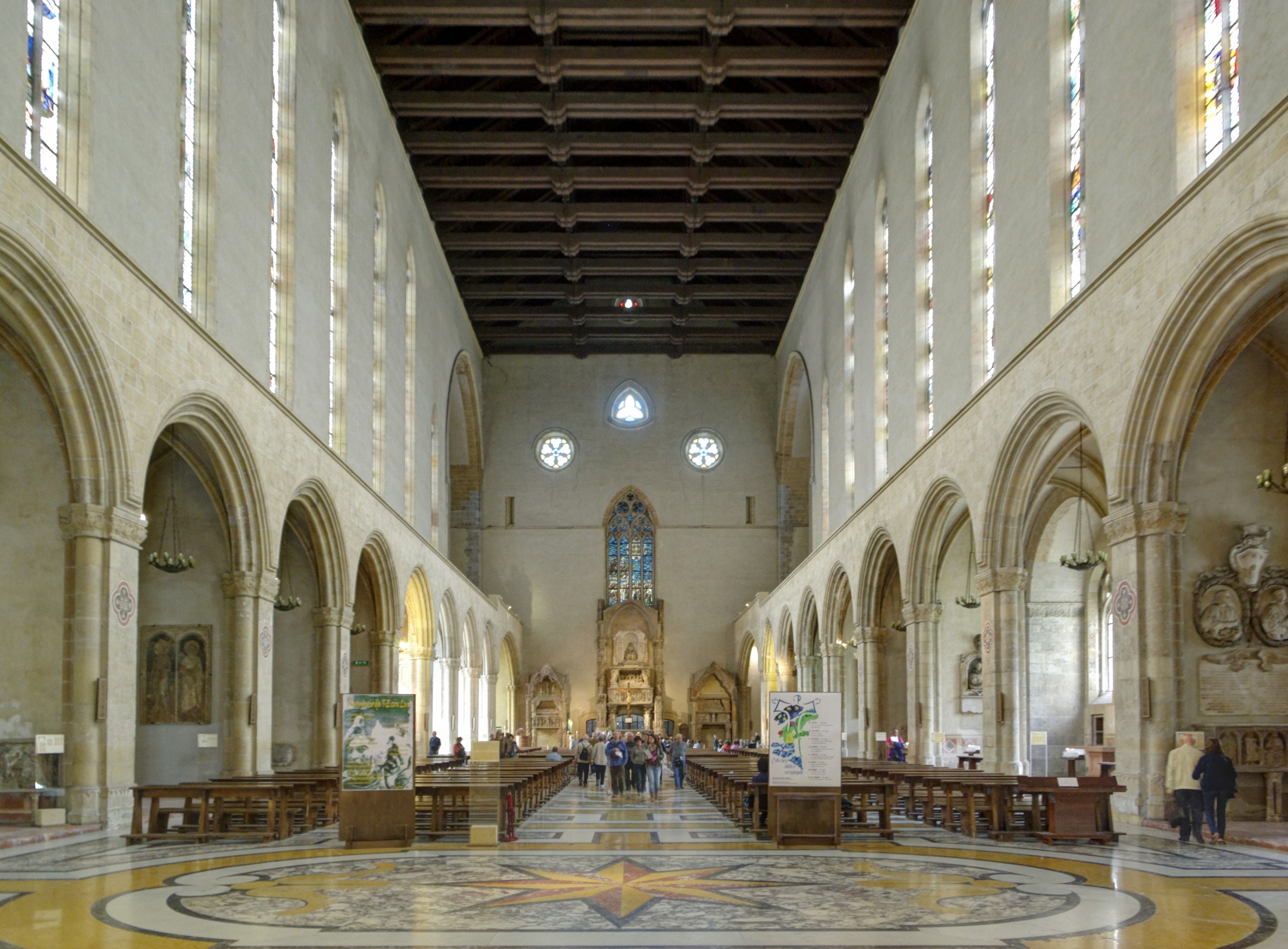
L'interno oggi col sopravvissuto impianto gotico originario

La basilica è lunga circa 130 metri, compreso il coro delle monache posto dietro l'altare maggiore, larga circa 40, esclusa la sacrestia, e alta 45. L'interno è formato da un'unica navata rettangolare, disadorna e senza transetto, con dieci cappelle per lato sormontate da una tribuna continua e da bifore, sulla parete di sinistra, e trifore, in quella di destra.
Sulla controfacciata si trova al lato sinistro il sepolcro di Agnese e Clemenza di Durazzo, di ignoto autore di inizi Quattrocento: l'opera appare simile nella struttura al monumento funebre a Maria di Valois del Camaino posto nella zona presbiteriale, lasciando pertanto presupporre che la realizzazione di questo ad Agnese e Clemenza (sorelle della regina Margherita di Durazzo) sia avvenuta per mano di un seguace dei modi dello scultore senese. Alla base del monumento sono collocate a mo' di cariatidi due statue raffiguranti la Fede e la Carità mentre al centro del baldacchino è la cassa funebre delle due sorelle, raffigurate stese su di essa la quale, aperta al visitatore da due angeli reggenti il tendario, presenta sul fronte la scena in bassorilievo della Pietà. Sul lato destro della controfacciata, invece, è quel che resta del monumento funebre ad Antonio Penna, opera di Antonio Baboccio da Piperno databile tra il 1407 e il 1411 e commissionato dallo zio del defunto Onofrio Penna. Il sarcofago fu ricollocato nel 1627 all'interno della seconda cappella di destra della chiesa mentre il baldacchino fu lasciato nella sua collocazione originale, assumendo questa volta la funzione di cornice dell'affresco trecentesco della Trinità scoperto proprio durante le fasi di smembramento del monumento sepolcrale; ancora più in alto rispetto al complesso marmoreo è affrescata inoltre la figura di una Madonna col Bambino adottata da Antonio e Onofrio Penna, di autore vicino a Giotto e coevo al sepolcro.
Nelle venti cappelle laterali della basilica ci sono principalmente sepolcri monumentali realizzati tra il XIV e il XVII secolo, appartenenti ai personaggi di nobili famiglie napoletane.

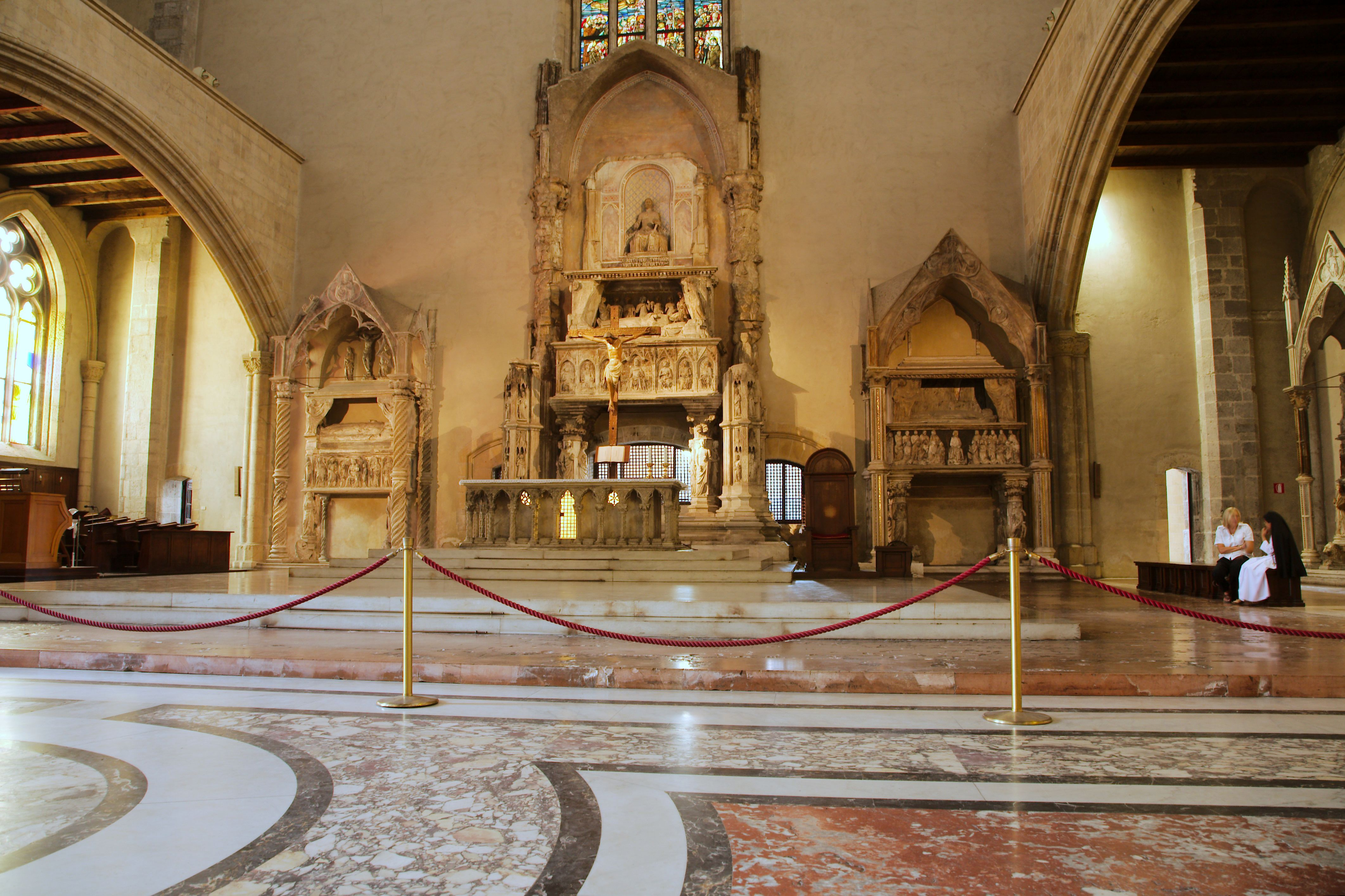
La zona presbiteriale con al centro il sepolcro di Roberto d'Angiò dei fratelli Bertini

Il pavimento marmoreo settecentesco di Ferdinando Fuga fa parte dei rifacimenti barocchi scampati ai bombardamenti alleati della Seconda guerra mondiale e presenta decorazioni lungo tutta la sua architettura con al centro il grande stemma angioino.
Nella zona presbiteriale è posto sulla parete di fondo il parziale sepolcro di Roberto d'Angiò, opera dei fiorentini Giovanni e Pacio Bertini. Ai lati del sepolcro del re ci sono quelli di Maria di Durazzo (a sinistra) e del primogenito Carlo d'Angiò, duca di Calabria (a destra), databili 1311-1341 con il primo attribuito ad ignoto maestro durazzesco, mentre il secondo a Tino di Camaino. Al centro del presbiterio si trova l'altare maggiore che, ad eccezione della mensa, è ancora quello originario (1336 circa, attribuibile almeno in parte a Pacio Bertini), il quale alla metà del XVII secolo era stato inglobato all'interno di un apparato ligneo prima di essere inserito nel nuovo altare barocco in marmi policromi iniziato nel 1735 da Maurizio Nauclerio, terminato da Ferdinando Sanfelice dieci anni dopo e in gran parte distrutto dal bombardamento del 1943. Esso è decorato con una serie di archetti ogivali trilobati su colonnine, inframmezzati da bassorilievi con motivi francescani, animali e vegetali; delle sculture a tutto tondo poste tra gli archi, se ne conservano soltanto cinque (rispettivamente: San Luca, Sant'Andrea, un Apostolo anziano, San Gregorio Magno e San Bartolomeo; ad eccezione dell'ultima, sono tutte esposte presso il Museo dell'Opera di Santa Chiara). Alle spalle dell'altare si trova un crocifisso ligneo del XIV secolo, di autore ignoto probabilmente senese.
Sulla parete destra del presbiterio è invece il sepolcro di Maria di Valois, databile al 1335 circa ed anch'esso attribuito al Camaino, a cui si dà con certezza la figura giacente della defunta Maria, gli angeli reggicortina, le due figure componenti la scena dell'Annunciazione ai lati del sarcofago e la Madonna col Bambino sulla cuspide.
Ancora nella zona presbiteriale della basilica, ai lati è collocato l'organo a canne Mascioni opus 825, costruito nel 1962. Esso, posizionato in due corpi separati alla sinistra e alla destra dell'altare, è composto da 2327 canne per un totale di 40 registri suddivisi fra le tre tastiere di 61 note ciascuna e la pedaliera concavo-radiale di 32 note, con trasmissione integralmente elettrica.

#### Cappelle di sinistra
Nella prima cappella c'è la tomba post seconda guerra mondiale di Salvo D'Acquisto.
La seconda cappella, dei Miracoli Antoniani, vede i sepolcri attribuiti al Maestro durazzesco di Drugo e Nicola de Merloto. Il primo monumento vede nella parte frontale della lastra cinque stemmi uguali del casato Merloto, in quella retrostante invece la figura di Cristo Redentore mentre nelle due facce dei lati corti sono San Francesco con la croce e il libro della regola e San Ludovico d'Angiò. La figura di Drugo (morto nel 1339) è invece scolpita distesa sul sepolcro con abiti militari, mani incrociate e piedi poggianti su cani distesi; sopra la cassa funebre sono inoltre il gruppo della Vergine col Bambino tra due santi e la figura del defunto inginocchiato. Il secondo sepolcro è addossato alla parete destra e vede nella parte frontale la raffigurazione in bassorilievo della Vergine col Bambino con ai lati i santi Agnese e Paolo da un lato, e Caterina e Pietro dall'altro.

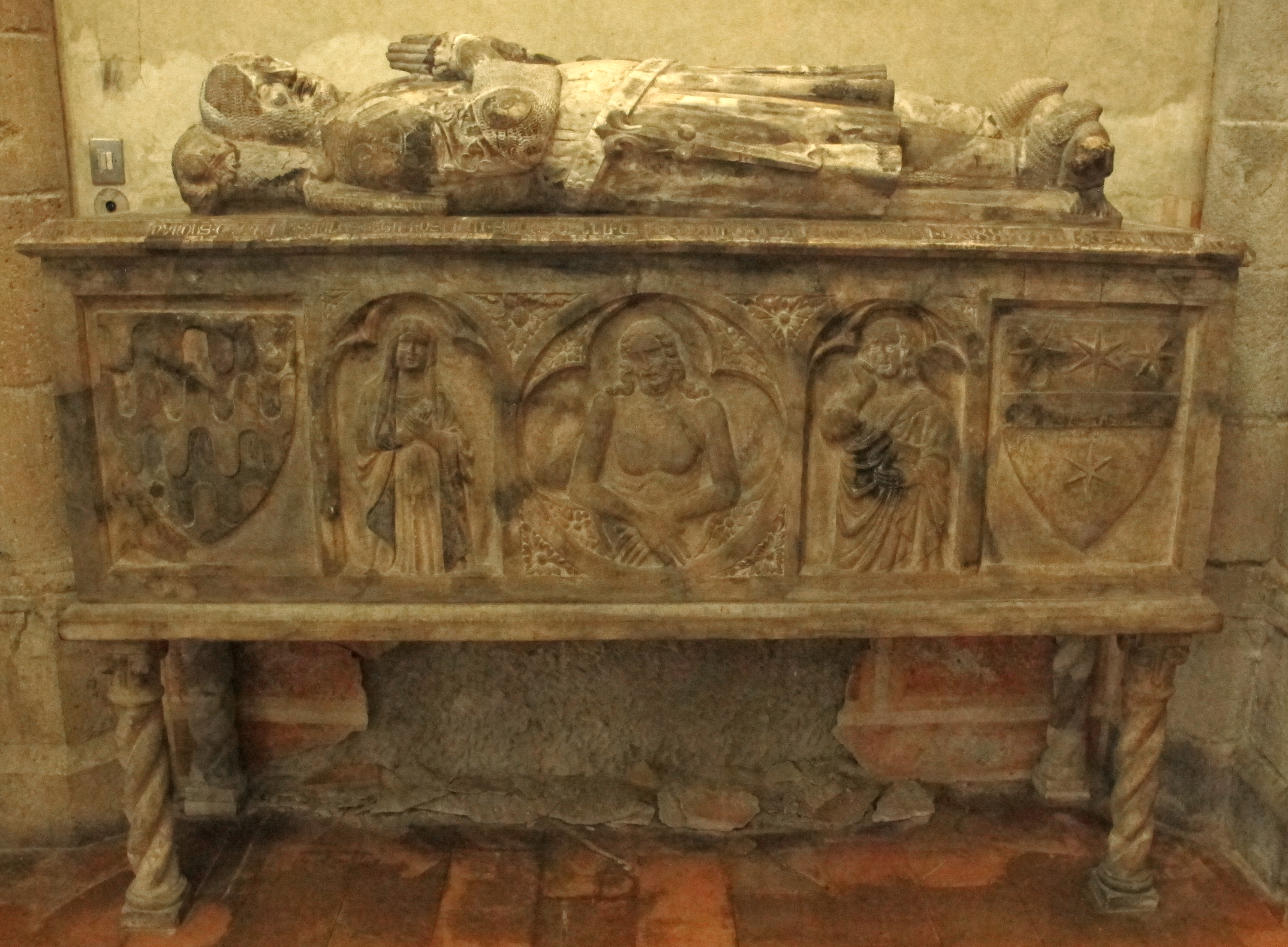
Sarcofago di Perotto Cabanis (terza cappella di sinistra)

La terza cappella di sinistra, del Sacro Cuore di Gesù, si compone alle pareti laterali delle casse funebri trecentesche di Raimondo Cabanis, gran siniscalco di re Roberto, e del figlio Perotto Cabanis, entrambe di ignoto autore. Nella parete centrale è invece il frammento di un affresco trecentesco di anonimo giottesco raffigurante la Vergine col Bambino, con accanto una lastra tombale dov'è raffigurato in bassorilievo un uomo in armatura.
La quarta cappella è intitolata a san Giuseppe e conserva al centro del pavimento lo stemma della famiglia Cito, mentre nella parete destra è il resto di un affresco di anonimo post giottesco raffigurante Gesù con un santo.

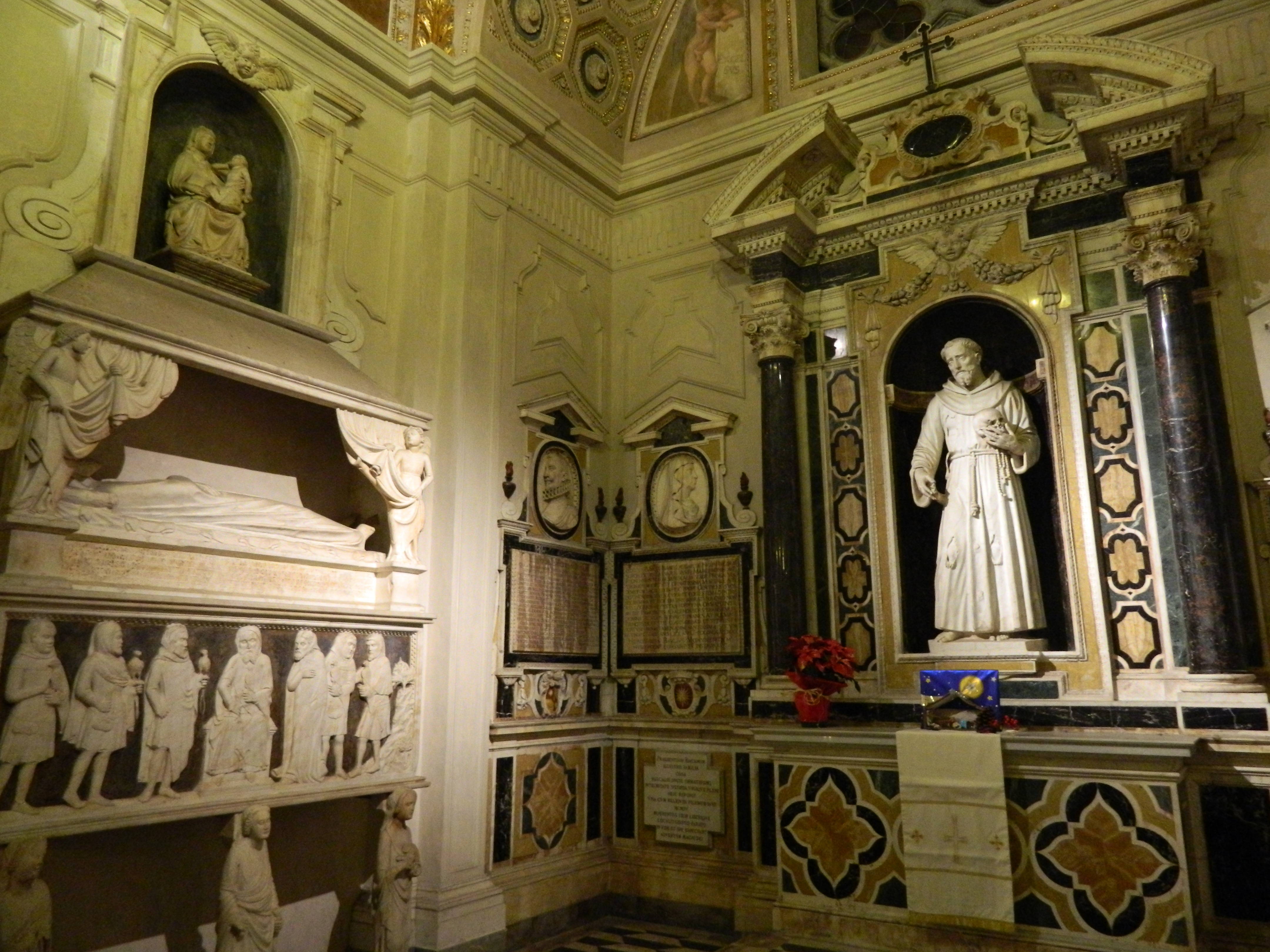
Cappella di san Francesco d'Assisi (quinta di sinistra)

La quinta cappella conserva un presepe monumentale mentre la sesta cappella costituisce l'accesso laterale alla basilica, collegando la stessa al cortile esterno.
La settima cappella è rimasta intatta dai bombardamenti bellici e dunque manifesta ancora gli elementi barocchi eseguiti durante i lavori di ammodernamento del XVIII secolo; dedicata a san Francesco d'Assisi, essa ha alle pareti laterali due sarcofagi della famiglia Del Balzo, forse di scuola toscana, o comunque vicina ai fratelli Bertini, con a sinistra Raimondo ed a destra la moglie Isabella de Apia. Sulla parete frontale dell'ambiente invece è una scultura probabilmente eseguita per la basilica di San Lorenzo Maggiore di Napoli e solo successivamente spostata in Santa Chiara, raffigurante San Francesco d'Assisi, opera del 1616 di Michelangelo Naccherino, circondata da medaglioni marmorei raffiguranti altri componenti della famiglia Del Balzo di Giovanni Marco Vitale e databili intorno al primo decennio del Seicento. La volta presenta infine decorazioni barocche tipiche del periodo napoletano con tondi entro cui sono gli affreschi di Belisario Corenzio sulle storie di san Francesco.
L'ottava cappella, di Santa Maria degli Angeli, vede alle pareti laterali i sarcofagi di Catello (a sinistra) e Antonio De Vivo Piscicelli (a destra); nella parete centrale è invece una lastra tombale che in origine era la copertura di un altro sarcofago, dove sono in bassorielievo tre tondi con la Vergine col Bambino al centro e ai lati un santo non identificato e Santa Caterina d'Alessandria.
La nona cappella, di Santa Maria Francesca, ospita un sarcofago romano di poco dopo la metà del II secolo d.C. decorato con bassorilievi raffiguranti il mito di Protesilao e Laodamia e riutilizzato nel 1632 come tomba di Giovan Battista Sanfelice. Sul pavimento è un marmoreo stemma nobiliare mentre nella parete centrale è un bassorilievo attribuito al Maestro durazzesco con tre nicchie entro cui sono la Vergine al centro e ai lati il Cristo e San Giovanni.
La decima cappella di sinistra infine, è quella dei Martiri Francescani e ospita alle pareti laterali i sepolcri di Paride e Marco Longobardi, datato il primo 1529 ed opera di un ignoto rinascimentale, caratterizzato nella parte superiore da un altorilievo raffigurante il Cristo risorto, mentre il secondo appartiene al periodo neoclassico. Nella parete frontale sono tre formelle con i Santi martiri Francescani databili al Cinquecento e attribuiti a Giovanni da Nola: a sinistra è raffigurato Sant'Arcunzio, al centro San Bernardino da Siena e a destra Sant'Ottone.

#### Cappelle di destra
La prima cappella è pressoché spoglia.

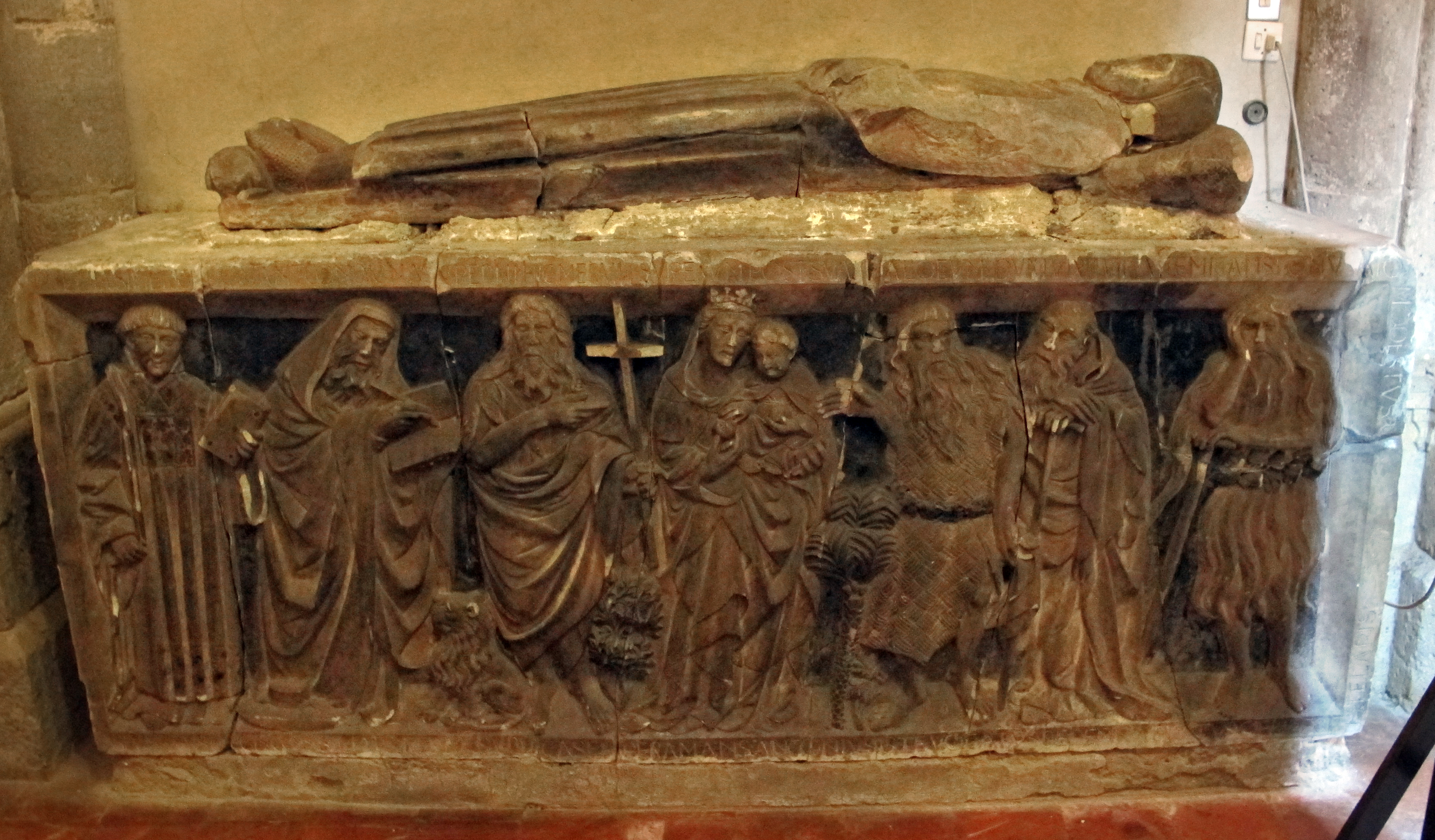
Sepolcro di Antonio Penna (seconda cappella di destra)

La seconda è intitolata a sant'Agnello Abate e ospita sulle pareti laterali i monumenti funebri trecenteschi al Cavaliere del Nodo e Antonio Penna, opera quest'ultima di Antonio Baboccio da Piperno facente parte del baldacchino gotico custodito nel lato destro della controfacciata della basilica che vede nella lastra frontale le figure in bassorilievo della Madonna col Bambino attorniata dai santi Paolo, Antonio e Onofrio, a destra, e ancora Girolamo, Giovanni Battista e Ignazio a sinistra. Sulla parete frontale sono invece tracce di affreschi trecenteschi di scuola giottesca tra cui emerge probabilmente la figura Sant'Agnello Abate.
La terza cappella ospita un affresco ritraente probabilmente san Benedetto Abate, a cui è intitolato l'ambiente, opera di ignoto pittore locale post-giottesco. Nelle pareti laterali sono collocati due monumenti sepolcrali dedicati a ignoti esponenti della famiglia Del Balzo, dove a sinistra è una cassa che vede nelle lastre nicchie entro cui sono scolpiti, al centro, San Paolo, San Giovanni Battista, Cristo, San Giovanni Evangelista e San Giacomo, e nelle due laterali i santi Antonio Abate e Paolo, mentre a destra è un altro sepolcro decorato nella lastra frontale da un bassorilievo con la Madonna col Bambino con ai lati figure di guerrieri e agli estremi i santi Caterina d'Alessandria e Pietro, e poi ancora Santo Stefano e un altro non identificato. Sempre nella parete sinistra della cappella sono poi i due monumenti funebri a Carlo e Teofilo Mauro, entrambi databili un decennio dopo la metà del Settecento e attribuiti a Gaetano Salomone, scultore seguace di Giuseppe Sanmartino. 

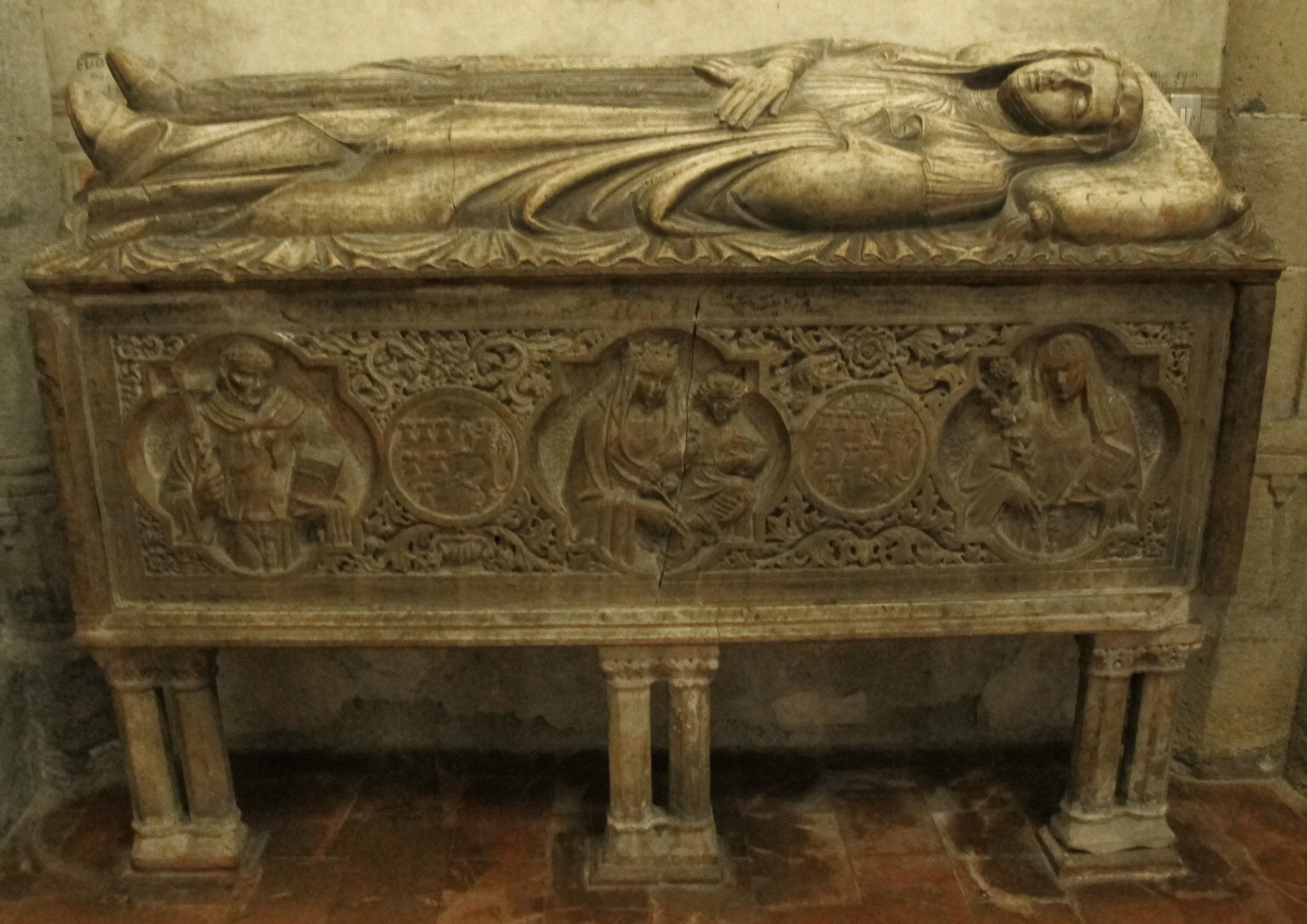
Sarcofago di ignota nobildonna (quarta cappella di sinistra)

La quarta e quinta cappella sono private della parete divisoria e seppur congiunte l'una con l'altra, sono intitolate la prima a san Pietro d'Alcantara e la seconda a sant'Antonio da Padova. La cappella di San Pietro ospita un dipinto attribuito a Paolo De Matteis raffigurante San Pietro d'Alcantara ed un sepolcro monumentale di ignota nobildonna di pregevole fattura attribuito ancora al Maestro durazzesco che nella fascia frontale reca scolpita in bassorilievo la Madonna col Bambino, Santa Chiara e San Francesco, mentre sopra la cassa è posta la figura giacente di una nobildonna, seppur ritratta con indosso abiti monacali. La cappella di Sant'Antonio vede invece un dipinto sul santo di Nicola Maria Rossi, pittore seguace di Luca Giordano, e decorazioni marmoree sepolcrali sulla famiglia Carbonelli di Letino attribuite a Bartolomeo Mori e Andrea Falcone: al centro del pavimento è lo stemma marmoreo di famiglia, mentre a sinistra è il sarcofago di Iacopo Carbonelli, questi morto nel 1699 e opera eseguita da mani sconosciute.
La sesta cappella è intitolata a santa Chiara d'Assisi e presenta nella parete principale un affresco post-giottesco di ignoto autore, staccato da un altro ambiente all'interno del monastero e raffigurante Santa Chiara con devoti. Nella parete di sinistra è invece addossata una tela di Pietro Bardellino sulla Morte di santa Chiara databile alla fine del Settecento.

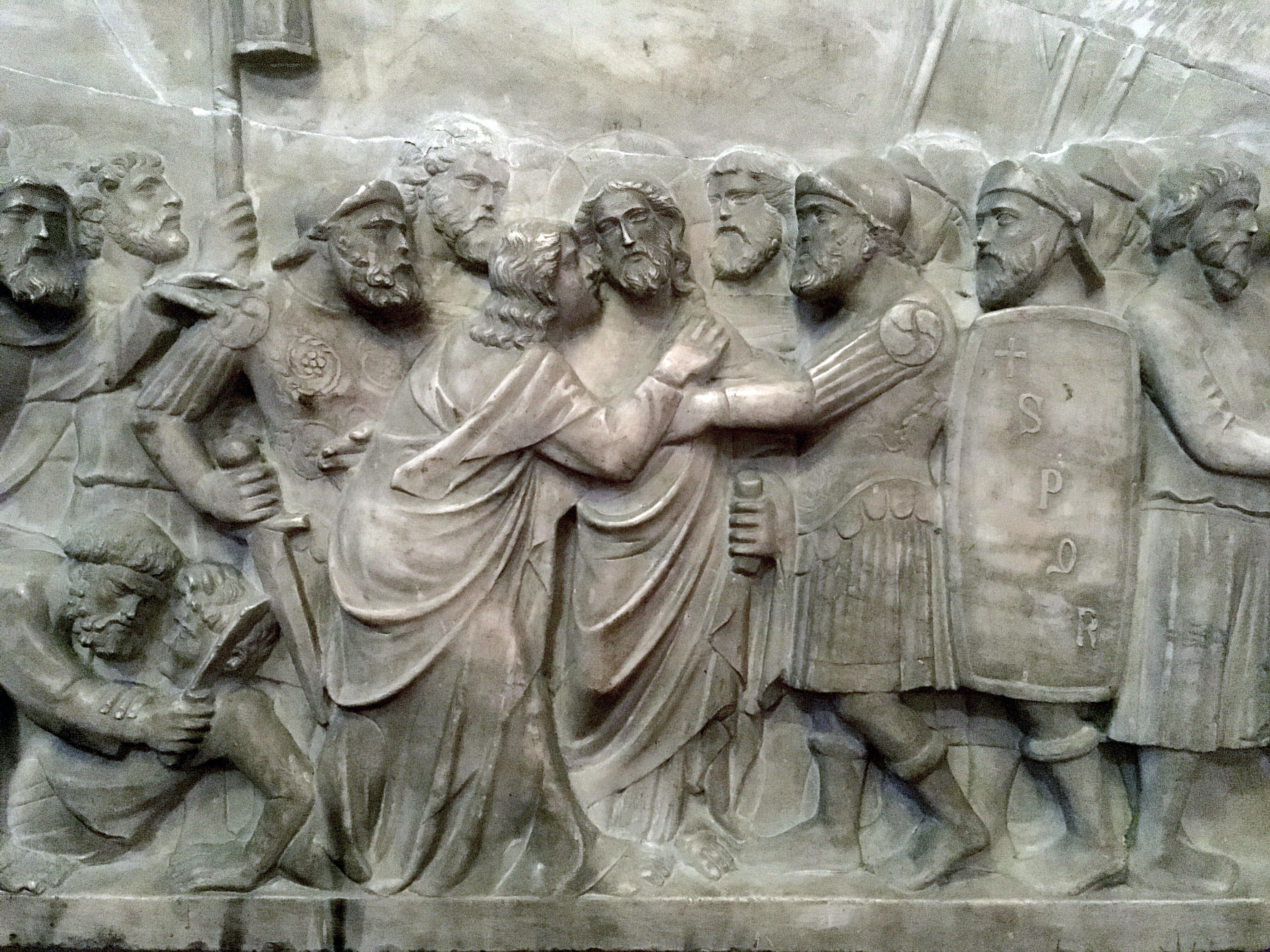
Il Bacio di Giuda, attribuito alla scuola dei fratelli Bertini.

La settima cappella è del Santissimo Sacramento e vede al centro una tavola cinquecentesca della Madonna delle Grazie, di ignoto autore, mentre a sinistra è il frammento di un monumento scultoreo attribuito alla scuola dei fratelli Bertini e di cui rimane superstite la scena del Bacio di Giuda.

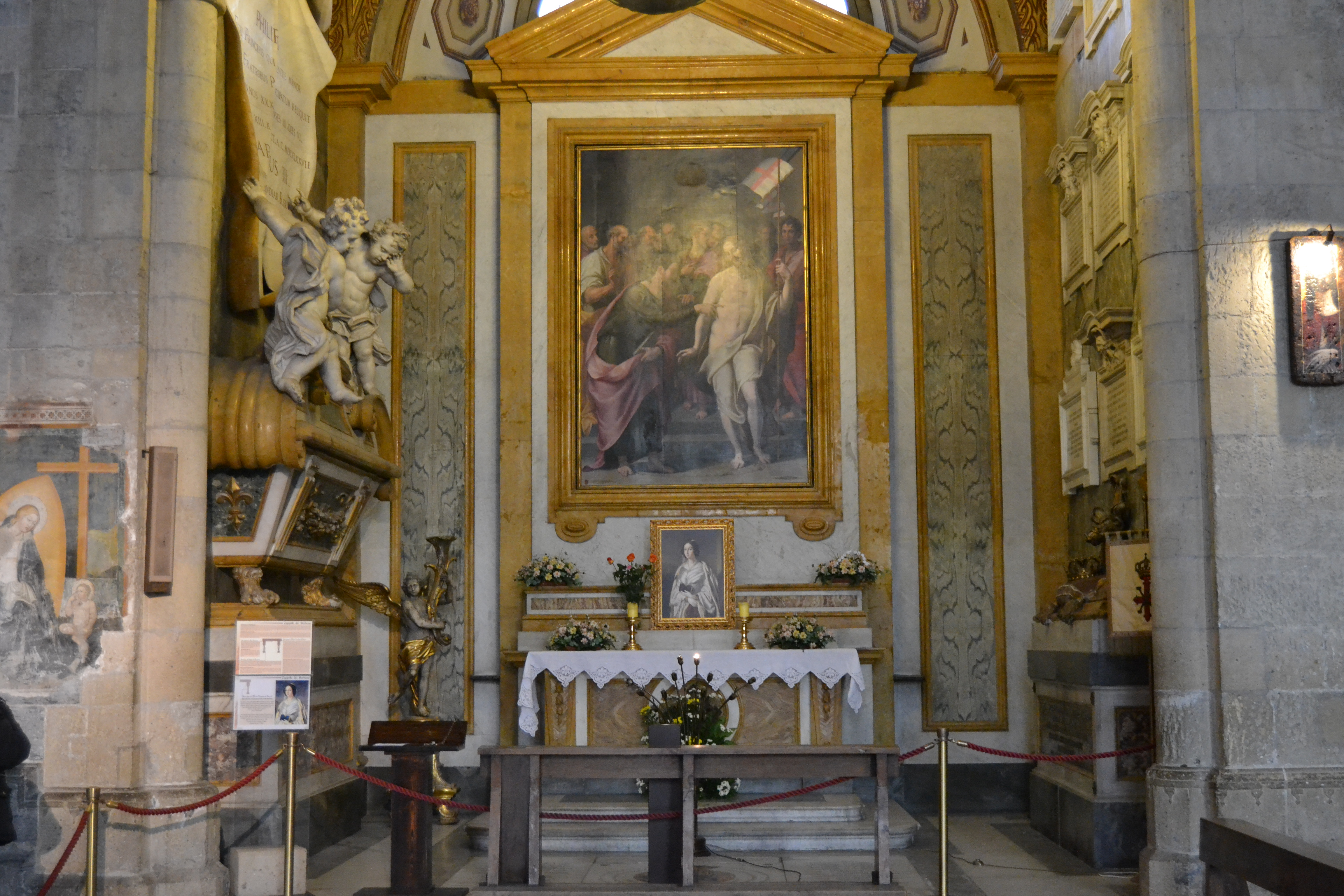
Cappella dei Borbone (decima cappella di destra)

L'ottava cappella, della Natività, ospitava sulla parete di sinistra, fino ai rifacimenti barocchi, il trecentesco sepolcro di Ludovico di Durazzo, figlio di Carlo d'Angiò, duca di Calabria, e Maria di Durazzo, morto in tenera età, opera di Pacio Bertini e di cui rimane superstite dai lavori settecenteschi solo la fascia sepolcrale centrale con l'altorilievo raffigurante un bambino in fasce portato in cielo da angeli; sulla parete frontale invece è una pala d'altare databile intorno al 1557 circa, da cui prende il nome la cappella, di Marco da Siena raffigurante l'Adorazione dei pastori con nella predella le scene dell'Annunciazione, al centro, San Francesco che riceve le stimmate, a destra e San Girolamo penitente a sinistra.
La nona cappella è intitolata al beato Modestino e si presenta abbastanza spoglia. 
La decima cappella a destra che, assieme a quella di San Francesco d'Assisi, è l'unica ad aver conservato la struttura barocca, è la cappella dei Borbone, dove riposano i Sovrani delle Due Sicilie e le loro consorti delle casate di Baviera e d’Asburgo, da Ferdinando I a Francesco II, Maria Cristina di Savoia e Filippo di Borbone, figlio di Carlo III deceduto prematuramente in età ancora giovane. Nella parete frontale è invece la tela tardo cinquecentesca dell'Incredulità di san Tommaso opera del fiorentino Girolamo Macchietti. La tavola, databile al 1585 circa, mostra già, rispetto al precedente periodo in patria, quell'evoluzione verso forme più statiche e pesanti ed un colorismo meno brillante e fantasioso, tipici della fase più tarda del pittore.
Subito dopo quest'ultima cappella, si trova uno dei pochi affreschi trecenteschi della Basilica sopravvissuto ai bombardamenti della Seconda guerra mondiale: si tratta della cosiddetta "Madonna del Cucito", con la Vergine inscritta in una grande aura luminosa a forma di mandorla, intenta a ricamare; al suo fianco è il Bambino nudo, in un atteggiamento meditabondo e che forse allude all'eucaristia portando la mano alla bocca. Sullo sfondo, sinistramente incombente e presagio della Passione, è la Croce

#### Sacrestia e coro delle monache
A destra del presbiterio c'è l'accesso alla sacrestia barocca con affreschi e arredi mobiliari risalenti al 1692; in una sala adiacente si può ammirare un panno ricamato del XVII secolo. Altri due ambienti di passaggio seguono la sacrestia: il primo, il vestibolo, decorato da maioliche del XVIII secolo, il secondo da affreschi di un pittore fiammingo del XVI secolo con storie simili a quelle che decoravano il coro delle monache, quindi con scene del Giudizio Universale, vite di santi, Annunciazione, Adorazione dei pastori e Virtù.
Quest'ultimo ambiente dà accesso a sua volta al coro delle monache attraverso una scalinata che sale al convento. Il coro è concepito da Leonardo Vito come una piccola chiesa che riprende gli aspetti di una sala capitolare. Questo conserva l'arcosolio del Re Roberto degli scultori Giovanni e Pacio Bertini; sulle pareti, invece, resti di affreschi sulle Storie del Vecchio Testamento e dell'Apocalisse di Giotto, nonché frammenti di alcuni affreschi rinascimentali.

## Scavi archeologici
Gli scavi archeologici di Santa Chiara, venuti alla luce durante i bombardamenti della seconda guerra mondiale, mostrano quella che in tempo classico era l'area destinata alle terme. Di impianto simile a quelle di Pompei ed Ercolano, si tratta del più completo stabilimento termale di Napoli, datato intorno alla fine del I secolo.

## Museo dell'Opera
Nel complesso monumentale, al piano terra del chiostro delle Clarisse, è ospitato il Museo dell'Opera di Santa Chiara, nato nel 1995 con l'obiettivo di ricostruire la storia della fabbrica della chiesa. Il museo comprende varie sezioni tra cui quelle che illustrano i resti archeologici rinvenuti sotto la basilica nel secondo dopoguerra, quelle che ne narrano la storia e quelle che espongono oggetti sacri, in particolare reliquari, o elementi scultorei superstiti e recuperati dopo l'incendio del 1943.